# Torre Seymour
La Torre Seymour (en inglés: Seymour Tower) es una torre de defensa costera construida sobre una isla de marea rocosa llamada L'Avarison, situada a 2 km (1,25 millas) al este de la costa de Jersey una dependencia de la Corona británica. Se puede llegar a pie durante la marea baja, pero hay que tener cuidado al caminar hacia o desde la torre porque la marea viene muy rápidamente. Jersey Heritage ahora opera la torre como un espacio para alquilar en vacaciones. (sus instalaciones son mínimas. Hay algo de electricidad, pero no hay agua corriente. Los huéspedes deben traer todos los residuos, incluidos los desperdicios en bolsas de aseo) para su eliminación en tierra. Los huéspedes que se alojen durante la noche deben traer sus propios sacos de dormir y deben estar acompañados por un guía registrado.)